# Miobantia nebulosa
Miobantia nebulosa är en bönsyrseart som beskrevs av Giglio-tos 1915. Miobantia nebulosa ingår i släktet Miobantia och familjen Thespidae. Inga underarter finns listade i Catalogue of Life.